# 东弗里斯兰
东弗里斯兰（德語：Ostfriesland），又依英语译作東弗里西亞，是德國西北部下薩克森州的臨海地區，是弗里斯兰的三個部分之一。东弗里斯兰位於西弗里斯兰（現在的荷蘭）和北弗里斯兰（現在的石勒苏益格-荷尔斯泰因）之間。东弗里斯兰面積3144.26平方公里，有人口46.5萬人。东弗里斯兰海域有東弗里西亞群島。